# Arcetri

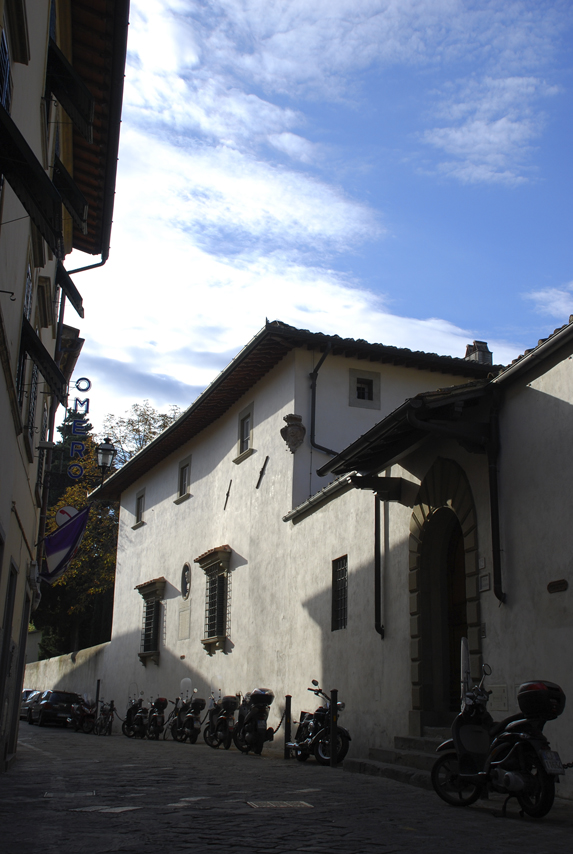
Villa Il Gioiello

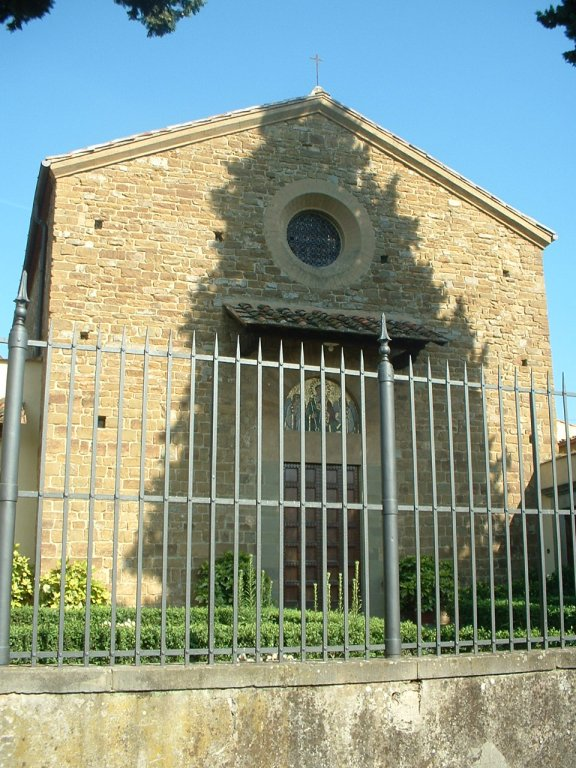
San Leonardo in Arcetri

Arcetri – dzielnica Florencji położona na wzgórzach na południe od centrum miasta i rzeki Arno.
Znajduje się tam obserwatorium astronomiczne oraz cenne zabytki, w tym kościół św. Leonarda (San Leonardo in Arcetri) z XI wieku oraz Villa Il Gioiello – willa Galileusza, który zmarł w Arcetri 8 stycznia 1642 roku.